# Pantalla de retina virtual

Un esquema que muestra el trabajo de la pantalla de retina virtual

Una pantalla de retina virtual (VRD), también llamado como escáner de visualización por retina (RSD) o proyector de retina (RP), es una tecnología de visualización que dibuja una trama  (como un televisor) directamente a la retina del ojo. El usuario ve lo que parece ser una pantalla convencional que flota en el espacio delante de él.

## Historia
Antiguamente los sistemas similares han sido hechos proyectando una imagen desenfocada directamente en el ojo del usuario en una pantalla "pequeña", normalmente en la forma de gafas grandes. El usuario enfoca sus ojos en el fondo, donde aparece la pantalla flotante. La desventaja de estos sistemas era el área limitada cubierto por la "pantalla", el elevado peso de las pequeñas televisiones usadas para proyectar la imagen, y el hecho que la imagen aparecería centrada sólo si el usuario centraba en una profundidad "particular". El brillo limitado es útil sólo en encuadres interiores.
Sólo recientemente un número de desarrollos ha hecho un verdadero VRD el sistema práctico. En particular el desarrollo de LEDs de alto brillo ha hecho las pantallas bastante brillantes para ser utilizadas durante el día, y la óptica adaptive  pan permitido corregir dinámicamente irregularidades en el ojo (a pesar de que esto no es siempre necesario). El resultado es una pantalla de alta resolución con una excelente gama de color y con un brillo mejor que las tecnologías televisivas.
El VRD fue inventado por Kazuo Yoshinaka de Nippon Electric Co. En 1986. El posterior trabajo en la Universidad de Washington en el Laboratorio de Tecnología de Interfaz Humano resultó en un sistema similar en 1991. La mayoría de la investigación en VRDs hasta la fecha ha sido en combinación con varios sistemas de realidad virtuales. Esta función VRDs tiene la ventaja potencial de ser mucho más pequeño que los sistemas basados en televisión ya existentes. Comparten algunos de las mismas desventajas aun así, requirieren alguna clase de ópticas para enviar la imagen al ojo, similar a las gafas de sol utilizado con tecnologías anteriores. También puede ser utilizado como parte de un ordenador portátil.
Una puesta en marcha basada en Washington MicroVision, Inc., ha tratado de comercializar VRD. Fundado en 1993, MicroVision pronto trabajó en el desarrollo estuvo financiado por contratos de defensa de gobierno de EE. UU. y dio como resultados el prototipo de pantalla montada en la cabeza, Nómada.
El primer mercado de accesorios del automóvil Head-Up Display en utilizar este método estuvo diseñado por Pioneer Corporation. En 2012, Pionner AR-HUD se lanzó en Japón. La tecnología AR-HUD de núcleo consiste en una pantalla de exploración de rayo láser desarrollada por MicroVision, Inc..